# Le Garde
Pour les articles homonymes, voir Le Garde (homonymie).
Le Garde est une nouvelle de Guy de Maupassant, parue en 1884.

## Historique
Le Garde est une nouvelle publiée dans le quotidien Le Gaulois  du 8 octobre 1884, puis dans le recueil Yvette.

## Résumé
Après dîner, M. Boniface, « grand tueur de bêtes et grand buveur de vin », raconte un drame de chasse : son garde, le père Cavalier, a surpris son neveu Marius collectant sur ses terres.

## Éditions
- 1884 - Le Garde, dans Le Gaulois
- 1884 - Le Garde, dans le recueil Yvette chez l'éditeur Victor Havard.
- 1966 - Le Garde, dans Maupassant, Contes et Nouvelles, tome II, texte établi et annoté par Louis Forestier, éditions Gallimard, Bibliothèque de la Pléiade.